# بلانکا پائول
بلانکا پائول (انگلیسی: Blanka Paulů؛ ۳۱ مارس ۱۹۵۴ – ) اسکی‌باز صحرانوردی، آموزشگر، و سیاستمدار اهل چکسلواکی بود.